# Collège des Jésuites (Toulouse)
Pour les articles homonymes, voir Collège des Jésuites.
Le collège des Jésuites de Toulouse est un ancien collège fondé par les Jésuites. Fondé en 1567 dans les murs de l'hôtel de Bernuy, qui s'élève à l'angle des rues Léon-Gambetta et Joseph-Lakanal, il est progressivement agrandi jusqu'au XVIIIe siècle. Après l'expulsion des Jésuites en 1762, et la fermeture de leurs collèges en 1763, l'établissement devient le collège royal de Toulouse.

## Histoire
La fondation du collège des Jésuites est liée au mouvement de réforme religieuse catholique, mais aussi aussi de réforme de l'éducation.
En 1566, trois anciens capitouls, Pierre Delpech, Pierre de Madron et Jean de Gamoy, achètent à Antoine de Clary l'hôtel de Bernuy, construit entre 1503 et 1536 pour le marchand et capitoul Jean de Bernuy. En échange de la vente des bâtiments des collèges de Verdales et de Montlezun, fermés après l'édit donné à Nantes par le roi Henri II en 1551, et de l'ancien couvent des Augustines, ils le cèdent à la municipalité toulousaine dans le but d'y accueillir un collège confié aux Jésuites. Ceux-ci avaient dû quitter Pamiers en 1563, chassés par les protestants, et étaient logés dans l'ancien couvent des Augustines. Ils s'installent dans l'hôtel de Bernuy le 6 septembre 1566 et ouvrent le collège le 20 juin 1567. 
Les Jésuites engagent des travaux d'agrandissement et font élever leur chapelle dans la basse-cour de l'ancien hôtel. Terminée en 1575, elle est consacrée par l'évêque d'Albi Philippe de Rodolphe. En 1605, les capitouls font construire le grand portail du collège, décoré de leurs blasons, du blason royal et du monogramme de Jésus, qui ouvre sur la rue des Jacobins, aussi appelée rue des Jésuites (actuelle rue Joseph-Lakanal). En 1648 est construite une longue galerie pour la bibliothèque du collège. En 1683, les capitouls font construire une nouvelle classe de théologie et le portail de la chapelle. 
Le collège des Jésuites compte alors jusqu'à 1 200 élèves. Il possède un internat et assure la gratuité des études. L'enseignement y est surtout littéraire. 
L'expulsion des Jésuites, le 6 août 1762, transforme l'établissement en collège royal : le 26 mars 1763, les collèges jésuites en France sont fermés. Le 17 novembre 1764, le collège de Toulouse est agrégé à l'université. Sous l'impulsion de l'archevêque, Loménie de Brienne, le collège se modernise et s'ouvre aux sciences. La bibliothèque de la ville est également créée par ses soins dans les murs du collège royal, à partir du fonds des Jésuites, tandis qu'est élevée la cour de l'Hémicycle, dans le style néoclassique.